# Mancomunidad Tierra de Barros-Río Matachel
La Mancomunidad Integral Tierra de Barros-Río Matachel es una mancomunidad integral extremeña situada en la parte central de la Provincia de Badajoz (España), entre las Vegas del Guadiana y las estribaciones montañosas de Sierra Morena. Forma la parte oriental de la comarca histórico-geográfica de la Tierra de Barros, la comarca más fértil y próspera de Extremadura. Recibe su nombre de las especiales características de su tierra arcillosa y rojiza que, transformada en barro y moldeada por las manos de sus artesanos, constituye el medio de vida y costumbre de sus pueblos. 
De gran pujanza económica, la producción agrícola de secano, en especial de viñas y olivos es la principal fuente de ingresos aunque en las últimas décadas una floreciente industria de transformación ha hecho su aparición en toda la comarca.

## Municipios
Conforman la mancomunidad siete municipios:
| Municipio                 | Población (2016) | Superficie | Densidad |
| ------------------------- | ---------------- | ---------- | -------- |
| Villafranca de los Barros | 12 926           | 104,4      | 126,67   |
| Ribera del Fresno         | 3 449            | 185,6      | 18,58    |
| Puebla del Prior          | 496              | 35,9       | 13,82    |
| Puebla de la Reina        | 781              | 131,7      | 5,93     |
| Palomas                   | 700              | 40,5       | 17,28    |
| Hornachos                 | 3 709            | 295,9      | 12,53    |
| Hinojosa del Valle        | 503              | 46         | 10,93    |

## Situación
La Comarca de Tierra de Barros se sitúa en el centro de la provincia de Badajoz entre las zonas de Vegas del Guadiana y Sierras del Sur. Se encuentra delimitada por las comarcas, al norte por la Tierra de Mérida - Vegas Bajas, al sur por Comarca de Llerena, al este por la Campiña Sur y al oeste Zafra - Río Bodión y Tierra de Barros. La autovía “Ruta de la Plata”   A-66  separa la Tierra de Barros oriental de la occidental.
La Tierra de Barros-Río Matachel, influenciada por la Sierra Grande, los ríos Matachel y Palomillas y los embalses de Alange y los Molinos dan forma a un paisaje con mucha biodiversidad.

## Demografía
La extensión de la Mancomunidad es de 840 km², representando aproximadamente el 3,86% de la superficie provincial. La población empadronada en Tierra de Barros-Río Matachel es de 22 862 personas en 2016. Esta población supone un 3,3% de toda la población provincial. La población se concentra en los municipios de Villafranca de los Barros (58%), Hornachos (16%) Ribera del Fresno (15%) únicos que superan los 1000 habitantes, mientras que los otros cuatro municipios (Puebla del Prior, Puebla de la Reina, Palomas e Hinojosa del Valle reúnen el restante 11% de la población.
La densidad de población de la Comarca es de 22,22 hab/km², por lo que se puede caracterizar a Tierra de Barros-Río Matachel como una zona eminentemente rural.

## Política
Desde 2001 hasta 2013 fue presidente de la mancomunidad Juan Durán López, alcalde de Hinojosa del Valle por el PSOE.  En 2013 dimitió y ocupó su cargo Joaquín Rodríguez Soler, primer teniente de alcalde en Villafranca de los Barros.
| 2001-2013 | Juan Durán López        | PSOE | Hinojosa del Valle                                     |
| 2013-2019 | Joaquín Rodríguez Soler | PSOE | Villafranca de los Barros (primer teniente de alcalde) |
| 2019-     | Francisco Ginés Vázquez | PSOE | Palomas                                                |

## Economía
La agricultura es la principal actividad económica de los habitantes de la zona, siendo la que sustenta la mayor parte de las actividades del sector servicios y del industrial.
Las características edafológicas y morfológicas de las tierras de la Mancomunidad han supuesto un patrimonio para el desarrollo de las actividades agrarias, que se manifiesta en el altísimo porcentaje de tierras labradas en todos los municipios de la Mancomunidad, con la sola excepción de Hornachos, por la presencia de la Sierra Grande.
Los cultivos más importantes de la Mancomunidad son el vino, el olivar de aceite y la aceituna de mesa. Para liderar el proceso de organización de la Mancomunidad es figura clave la Federación para el Desarrollo de Sierra Grande - Tierra de Barros (FEDESIBA). FEDESIBA es un Grupo de Desarrollo Rural (GDR), entidad sin ánimo de lucro, de carácter asociativo y con personalidad jurídica propia, creada en 2001 de la asociación ADEBO (Asociación para el Desarrollo de Barros Oeste) y ASIRIOMA (Asociación para el Desarrollo de Sierra Grande – Río Matachel). Cuenta con el Centro de Desarrollo Rural (CEDER) como órgano técnico de desarrollo y ejecución de proyectos.

## Comunicaciones
La principal vía de comunicación que cruza la comarca es la Autovía Ruta de la Plata,   A-66  —la antigua carretera   N-630 — que comunica Gijón con Sevilla, y que pasa al oeste de Villafranca de los Barros. Esta tiene una gran importancia económica para la zona.